# Маурийска империя
Маурийската империя е обширна древна държава в Голяма Индия, съществувала през желязната епоха и доминирала Индийския субконтинент от 322 до 184 г. пр.н.е. Обхващайки по-голямата част от Южна Азия, империята се централизира след покоряването на Индо-Гангската равнина, а столицата нейна столица е избран град Паталипутра. Това е най-голямата политическа единица, която е съществувала някога на Индийския субконтинент, обхващайки над 5 милиона km2 в разцвета си при управлението на Ашока. Петдесет години след управлението на Ашока, държавата се разпада и е наследена от династията Шунга в Магадха.
Маурийската държава е ефективна и добре организирана автокрация с редовна армия и държавна служба. Населението на империята е изчислено на около 50 – 60 милиона души, което я прави една от най-населените империи в древността.

## История

### Основаване
Маурите с кшатрийско потекло са известно племе, което се споменава в будистката литература. Те живеят по хималайските склонове северно от Магадха и Кошала. Маурийската империя е основана от един от тях – Чандрагупта през 322 г. пр.н.е. с помощ от Чанакя в Таксила, който по това време е известен образователен център. Според няколко легенди, Чанакя заминава за Магадха, държава, която е голяма, могъща и плашеща за съседите си, но е обиден от краля ѝ Дхана Нанда. Чанакя се зарича да му отмъсти и да унищожи държавата му. Междувременно, победоносните армии на Александър Македонски отказват да преминат река Биас и да продължат на изток, изтощени от дългогодишната си кампания и копнеейки за дома. Скоро след това Александър се връща във Вавилон, където умира, а империята му се разпокъсва на независими царства, оглавявани от генералите му. Гръцките генерали Евдем и Питон управляват долината на Инд до около 317 г. пр.н.е., когато Чандрагупта организира въстание за изгонване на гръцката власт и установява своя власт в долината със седалище в Магадха.
Издигането на власт на Чандрагупта е обвито в мистерии и противоречия. от една страна, редица индийски източници описват кралското му наследство и дори го свързват с рода Нанда. Да се направи заключение обаче, е трудно без повече независими исторически сведения. В гръцките записи той се споменава под името Сандрокотос.

### Завладяване на Магадха
Чанакя поощрява Чандрагупта и армията му да превземат трона на Магадха. Използвайки разузнавателната си мрежа, Чандрагупта събира голям брой млади мъже от Магадха и други области, мъже, недоволни от корумпираното и репресивно управление на владетеля Дхана Нанда, както и нужните ресурси за война. Сред тези войници е и бившият генерал на Таксила, придружаван от последователи на Чанакя и други владетели на по-малки области. Възможно е, тогава македонците да са участвали с други групи във въоръженото въстание на Чандрагупта срещу династията Нанда. Изворите от това време споменават, че Чандрагупта се е съюзил с хималайския владетел Парватака. Това предоставя на Чандрагупта комбинирана и мощна армия, съставена от гърци, камбоджи, скити, хималайци, персийци и бактри. Паталипутра се оказва обграден от всички страни от силите на Парвата и Чандрагупта.
Приготвяйки се да нападне Паталипутра, Чандрагупта измисля стратегия. Съобщено е за битка и армията на Магадха потегля от града към далечно бойно поле, за да пресрещне маурисйките войски. Междувременно, шпионите на маурийците подкупват корумпирания генерал на Нанда. Той успява да създаде и атмосфера на гражданска война в царството, кулминираща в убийството на престолонаследника. Накрая Нанда се оттегля от трона, предоставяйки властта на Чандрагупта и бяга в изгнание и забвение. Чанакя обявява, че е лоялен на Магадха, а не на Нанда, настоявайки да го наследи. Той повтаря, че съпротивата би започнала нова война, който би засегнала сериозно Магадха и да унищожи града. Аргументите му се приети от управата и Чанграгупта е обявен за законен владетел на Магадха, а Чанакя заемат длъжността на старши държавник.

### Чандрагупта Маурия
След смъртта на Александър Македонски през 323 г. пр.н.е., Чандрагупта предприема поредица от кампании през 305 г. пр.н.е., целящи завземането на сатрапиите в долината на Инд и северозападните части на Индия. Селевк I Никатор се бори да отбранява тези територии, но е победен и се изтегля към планинските части на Афганистан. Не са известни много подробности относно тези кампании.
Двата владетеля подписват мирен договор през 303 г. пр.н.е. Според договора, Чандрагупта получава сатрапиите Паропамисади, Арахозия и Гедрозия. Селевк I получава бойни слона, които впоследствие изиграват решаваща роля в победата му над западните елински царе в битката при Ипсос през 301 г. пр.н.е. Установени са дипломатически отношения и няколко видни гърци дори се заселват в маурийската държава. Мегастен е известен гръцки посланик там. Той описват маурийското общество като свободолюбиво, което кара Селевк I да се въздържа от нападение, тъй като може да се провали. Наследниците му поддържат дипломатически отношения с империята, уповавайки се на сходни сведения от завръщащите се пътешественици.
Чандрагупта съставя мощна централизирана държава с администрация в Паталипутра, която, според Мегастен, е „обградена от дървена стена с 64 порти и 570 кули“. Клавдий Елиан описва индийските дворци като по-великолепни от персийските в Суза и Екбатана. Архитектурата на града е имала много сходство с персийските градове по това време.
Синът на Чандрагупта, Биндусара, разширява границите Маурийската империя към южните части на Индия. Тамилската литература описва как земите южно от платото Декан са били нападнати от маурийската армия с подкрепления от Карнатака, образуващи авангарда ѝ. Според Плутарх, маурийците подчиняват цяла Индия, което е подкрепено от сведенията на тамилите.
Чандрагупта отстъпва трона си и става последовател на джайнисткия учител Бхадрабаху. Твърди се, че след това заживява аскетичен живот в Шраванабелагола, преди да се впусне в пости до смърт.

### Биндусара
Биндусара, синът на Чандрагупта, вероятно се възкачва на престола около 297 г. пр.н.е. По това време той е на 22 години и наследява огромна империя, включваща по-голямата част от днешна Индия и части от Афганистан и Белуджистан. Той се захваща да увеличи териториите на империята към южните части на Индия, до земите на днешния щат Карнатака. С това, той подчинява почти целия Индийски субконтинент. Все пак, той не завладява дружелюбните тамилски царства на династията Чола, нито държавата Калинга (днес щата Одиша). По-късно обаче тя е покорена от сина му, Ашока, който преди това служи като вицекрал на Уджайн.
Животът на Биндусара не е толкова добре документиран като живота на баща му, Чандрагупта, или като този на сина му, Ашока. Чанакя продължава да служи като министър и по време на неговото управление. Според сведения на тибетския учен Тараната, Чанакя помага на Биндусара да „унищожи благородниците и кралете на шестнадесетте кралства, като по този начин става абсолютен господар на територията между източния и западния океан“. По време на управлението му, гражданите на Таксила се вдигат на бунт два пъти. Причината за първия бунт е лошото управление на принц Сусима, най-големия му син. Причината за втория обаче не е известна, но така или иначе Биндусара не успява да го потуши докато е жив. То е смазано от Ашока след смъртта му.
Биндусара поддържа приятелски взаимоотношения с елинския свят. Диодор Сицилийски споменава, че кралят на Паталипутра, маурийската столица, приветства гръцкия автор Ямбул. Смята се, че този крал е именно Биндусара. Плиний Стари споменава, че египетският крал Птолемей II изпраща пратеник на име Дионисий в Индия. Смята се, че това се е случило по време на управлението на Биндусара.
За разлика от баща си (който в късните дни на живота си приема джайнизма), Биндусара вярва в сектата адживика. Гуруто му, Пингалаваца, както и жена му, Субхадранги (или Дхарма/Агамахеси), са именно от тази секта. Биндусара прави няколко дарения за манастири.
Историческите доказателства сочат, че Биндусара умира през 270-те години пр.н.е. Смъртта му е последвана от няколкогодишна борба за наследство, след която синът му, Ашока, става се възкачва на императорския престол през 292 – 268 г. пр.н.е. Според Махавамса, Биндусара управлява в продължение на 28 години, а според Ваю Пурана – 25 години.

### Ашока
Като млад принц, Ашока е бляскав командир, който премазва бунтовете в Уджайн и Таксила. Като монарх, той е амбициозен и агресивен, затвърждавайки превъзходството на империята в южните и западните части на Индия. Завладяването му на Калинга (262 – 261 г. пр.н.е.) се оказва повратен момент в живота му. Ашока използва Калинга, за да упражнява властта си над голяма област, като построява крепост там. И макар армията му да побеждава тази на Калинга, около 10 000 души от армията му загива, а цивилните жертви са огромни. Стотици хиляди са неблагоприятно засегнати от унищожението на войната. Когато лично засвидетелства опустошението, Ашока започва да се чувства гузно. След като приключва с анексирането на Калинга, той приема ученията на будизма и отхвърля методите на войната и насилието. Изпраща мисионери, които да пътуват из Азия и да разпространяват будизма сред другите страни.
Ашока въвежда принципите на ахимса като забранява лова и насилствените спортове, както и принудителния труд. И докато поддържа голяма и силна армия, за да укрепи мира и авторитета си, Ашока развива приятелки отношения с различни държави из Азия и Европа и спонсорира будистките мисии. След повече от 40 години мир и просперитет, Ашока се превръща в един от най-успешните и най-известните монарси в индийската история.
Надписи на Ашока, издълбани в камък, се срещат из целия Индийски субконтинент – от Афганистан на запад до Андхра на юг. Те касаят политиките и постиженията му. Макар повечето от тях да са написани на пракрит, два от тях са написани на гръцки, а един на гръцки и арамейски. В тези текстове, Ашока споменава, че гърците, камбоджите и Гандхара представляват граничните райони на империята. Освен това те изброяват всеки владетел от елинския свят по това време, както и разстоянието от центъра на Индия до Гърция.

### Упадък
Управлението на Ашока е последвано от 50 години на по-слаби владетели. Наследен е от внука си, Дашаратха, тъй като никой от синовете му не е в състояние да управлява страната – първият е отдаден на разпространението на будизма по света, вторият е сляп, а третият умира дори по-рано от Ашока.
При управлението на Дашаратха империята губи много територии, които по-късно са завзети отново от Сампрати. След Сампрати, Маурийската държава постепенно загубва много територии. През 180 г. пр.н.е. Брихадратха е убит от генерала си Пушямитра Шунга по време на военен парад, без да има престолонаследник. С това Маурийската империя престава да съществува, като на нейно място възниква империята Шунга. По това време империята вече се намира в периода на упадък – тя е разделена на две, някои области се борят за независимост, администрацията е изцяло в ръцете на няколко души, липсва каквато и да е национална идентичност, самият размер на държавата я прави трудна за управление и търпи нападения от Гръко-бактрийското царство.
Някои историци смятат, че пацифизмът на Ашока е разрушил военния гръбнак на империята. Според други, влиянието на пацифизма му се преувеличава. Будистките източници като Ашокавадана споменават, че убийството на Брихадратха и появата на империята Шунга довеждат до вълна от религиозни гонения на будистите и съживяване на индуизма. Според някои изследователи обаче липсват доказателства за такива гонения и мащабът на жестокостите е преувеличаван.
Разпадането на Маурийската империя оставя Хайберския проход незащитаван, поради което следва вълна от чужди нападения. Гръко-бактрийския владетел Деметрий I завладява южните части на Афганистан и северозападните части на Индия около 180 г. пр.н.е., образувайки Индо-гръцкото царство. Индо-гърците осъществяват набези към централните части на Индия в продължение на век. Будизмът при тях процъфтява, Менандър I става известна будистка фигура. Той основава столицата Сагала – днешен Сиалкот. Все пак, обхватът на владенията им са обект на дебати.

## Икономика
Политическото единствено и военната сигурност позволяват на Маурийската империя да разработи обща икономическа система със засилена търговия и селскостопанска дейност. Предишната система на многобройни царства с малки армии и вождове отстъпва пред дисциплинираната централна власт. Земеделците са освободени от данъци към местните владетели, а вече плаща на националната данъчна система. Чандрагупта установява единна валута в Индия, както и мрежа от регионални управители и администратори, а гражданска служба предоставя правосъдие и сигурност за търговци и земеделци. Маурийската армия елиминира много бандитски групи, местни частни армии и властни вождове, които искат да наложат властта си в малки райони. Макар данъкосъбирането ѝ да е примитивно, Маурия спонсорира много обществени проекти и напоителни канали, за да се повиши производителността, докато вътрешната търговия на Индия се разширява многократно благодарение на политическото единство и вътрешния мир.
След като държавата установява приятелски отношения с гърците и по време на управлението на Ашока, международното търговска мрежа се разраства. Хайберският проход между Пакистан и Афганистан се превръща във важен търговски път и врата към външния свят. Елинските държави в Западна Азия става важни търговски партньори на Индия. Търговската дейност достига чак до Малайския полуостров в Югоизточна Азия. Индийският износ включва коприна, тъкани, подправки и екзотични храни. Ашока също спонсорира строителството на хиляди пътища, напоителни канали, болници, почивни домове и други сгради.
В много отношения, икономическата ситуация в Маурийската империя е сходна с тази в по-късната Римска империя. И двете имат обширни търговски мрежи и организации, подобни на корпорации. Докато Рим има организационни единици, които се занимават главно държавни проекти, Маурийската империя има многобройни частни търговски единици. Те съществуват изцяло за частна търговия и се развиват дори преди оформянето на империята.